# Instituto Português de Arqueologia

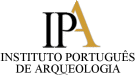
Logotipo do IPA

O Instituto Português de Arqueologia foi uma entidade tutelada pelo Ministério da Cultura.  Era objectivo deste instituto, definir a política de gestão do Património Arqueológico e regular e promover toda a actividade arqueológica em Portugal.
O Instituto tinha sede em Lisboa, e dependências em várias regiões do país.
Criado no rescaldo do caso das gravuras do Coa, esta instituição estabeleceu uma boa base de trabalho para investigadores e trabalhadores nas áreas do turismo e património.
Em 27 de Outubro de 2006 foi publicado o Decreto Lei que fundiu o Instituto Português de Arqueologia e o Instituto Português do Património Arquitectónico, dando origem ao Instituto de Gestão do Património Arquitetónico e Arqueológico, I.P. (IGESPAR, I.P.).